# NGC 7348
NGC 7348 est une galaxie spirale intermédiaire (?) située dans la constellation de Pégase. Cette galaxie a été découverte par l'astronome allemand Albert Marth en 1864. Sa vitesse par rapport au fond diffus cosmologique est de 7 135 ± 26 km/s, ce qui correspond à une distance de Hubble de 105,2 ± 7,4 Mpc (∼343 millions d'al).
La classe de luminosité de NGC 7348 est III-IV et elle présente une large raie HI.
Les avis diffèrent sur la classification de NGC 7348, spirale intermédiaire selon le professeur Seligman et la base de données HyperLeda, spirale ordinaire selon la base de données NASA/IPAC et galaxie spirale barrée selon Wolfgang Steinicke. Il n'y a pas de barre nettement visible sur l'image obtenue du relevé SDSS et puisque cette galaxie est vue presque par la tranche, il est difficile de choisir entre ces trois options.	
À ce jour, trois mesures non basées sur le décalage vers le rouge (redshift) donnent une distance égale à 90,300 ± 5,173 Mpc (∼295 millions d'al), ce qui est tout juste à l'extérieur des valeurs de la distance de Hubble. Notons cependant que c'est avec la valeur moyenne des mesures indépendantes, lorsqu'elles existent, que la base de données NASA/IPAC calcule le diamètre d'une galaxie et qu'en conséquence le diamètre de NGC 7348 pourrait être d'environ 39,8 kpc (∼130 000 al) si on utilisait la distance de Hubble pour le calculer.